# Sea Wolves du Mississippi
Les Sea Wolves du Mississippi sont une franchise professionnelle de hockey sur glace en Amérique du Nord qui évoluait dans l'ECHL. L'équipe était basée à Biloxi dans le Mississippi aux États-Unis

## Historique
L'équipe est créée en 1996 et a remporté la Coupe Kelly en 1999. En 2005, à la suite de l'ouragan Katrina qui ravage la ville de Biloxi, les Sea Wolves ne participent plus à l'ECHL pendant deux ans. Ils la réintègrent pour la saison 2007-2008. En 2009, l'équipe décide de suspendre ses activités.
Durant son existence, la franchise a servi de club-école pour de nombreuses équipes : les Griffins de Grand Rapids de 1996 à 1999, les Roadrunners de Phoenix en 1996-1997 et les Solar Bears d'Orlando en 1998-1999 pour la Ligue internationale de hockey, les Falcons de Springfield de 1996 à 2002, les Citadelles de Québec en 2001-2002, les Admirals de Norfolk en 2007-2008 et les Aeros de Houston en 2008-2009 de la Ligue américaine de hockey, et enfin les Kings de Los Angeles de 1996 à 1999 puis en 2000-2001, les Coyotes de Phoenix de 1996 à 1999 et de 2000 à 2002, les Canadiens de Montréal en 2001-2002, le Lightning de Tampa Bay en 2007-2008 et le Wild du Minnesota en 2008-2009 de la Ligue nationale de hockey,.

## Statistiques
| No | Saison    | PJ | V  | D  | DP | DTB | BP  | BC  | Pts | Classement                    | Séries éliminatoires            |
| -- | --------- | -- | -- | -- | -- | --- | --- | --- | --- | ----------------------------- | ------------------------------- |
| 1  | 1996-1997 | 70 | 34 | 26 | -  | 10  | 241 | 255 | 78  | 5e place, division Sud-Ouest  | Défaite au premier tour         |
| 2  | 1997-1998 | 70 | 34 | 27 | -  | 9   | 225 | 224 | 77  | 6e place, division Sud-Ouest  | Non qualifiés                   |
| 3  | 1998-1999 | 70 | 41 | 22 | -  | 7   | 251 | 215 | 89  | 2e place, division Sud-Ouest  | Victoire                        |
| 4  | 1999-2000 | 70 | 35 | 27 | -  | 8   | 241 | 221 | 78  | 4e place, division Sud-Ouest  | Défaite au deuxième tour        |
| 5  | 2000-2001 | 72 | 34 | 33 | -  | 5   | 221 | 218 | 73  | 7er place, division Sud-Ouest | Non qualifiés                   |
| 6  | 2001-2002 | 72 | 41 | 26 | -  | 5   | 251 | 232 | 87  | 2er place, division Sud-Ouest | Défaite en finale d'association |
| 7  | 2002-2003 | 72 | 44 | 24 | -  | 4   | 250 | 211 | 92  | 1e place, division Sud-Ouest  | Défaite en finale d'association |
| 8  | 2003-2004 | 72 | 45 | 20 | -  | 7   | 256 | 200 | 97  | 2e place, division centrale   | Défaite au premier tour         |
| 9  | 2004-2005 | 72 | 39 | 24 | 4  | 5   | 223 | 215 | 87  | 4e place, division Sud        | Défaite au premier tour         |
| 10 | 2007-2008 | 72 | 29 | 40 | 1  | 2   | 204 | 262 | 61  | 8e place, division Sud        | Défaite au premier tour         |
| 11 | 2008-2009 | 71 | 28 | 35 | 7  | 1   | 203 | 256 | 64  | 5e place, division Sud        | Non qualifiés                   |